# Rafael de la Luz
Rafael de la Luz fue un militar español que prestó sus servicios a la corona, llegando al grado de coronel. Fue también gobernador de Portobelo (actual Panamá) y gobernador intendente de Salta del Tucumán en 1798. En este último cargo, administró y vigiló las fronteras del Chaco. También creó el primer establecimiento educativo secundario y el primer hospital. Falleció en Salta, el 11 de mayo de 1807, y fue enterrado en la iglesia Catedral de esa ciudad.